# Nóra Görbe
Nóra Görbe (3 de septiembre de 1956) es una actriz y cantante de pop húngaro.

## Vida
Es hija de la leyenda de la actuación cinematográfica János Görbe. Inicialmente consideró convertirse en una bailarina de ballet, pero se decantó por la actuación.
Aunque ha aparecido en varias películas, es más conocida por su rol en la serie de comedia y crimen "Linda" (1984-1989), donde representa a una detective experta en karate llamada Linda Veszprémi.
Además de ser una actriz, ha grabado varios álbumes, y durante las décadas de 1980 y 1990 realizó una gran cantidad de giras. También ha lanzado álbumes musicales para niños. Recientemente se ha retirado de los escenarios, aunque volvió a ser una favorita de la prensa luego de que se hiciera una repetición de "Linda".

## Vida personal
Tuvo dos hijos con su expareja, el productor y creador de "Linda", György Gát: la escritora Anna Gát, nacida en 1983, y Márton, nacido en 1989.